# Золотой воздушный змей 2018
Золотой воздушный змей 2018 — 17-я церемония вручения кинопремии «Золотой воздушный змей», учреждённой «Союзом кинематографистов Вьетнама». Состоялась 12 апреля 2019 года в Хошимине, Вьетнам.

## Результаты
| Награда                                    | Фильм                 | Режиссёр          |
| ------------------------------------------ | --------------------- | ----------------- |
| «Золотой воздушный змей»                   | Мой мистер Жена       | Чарли Нгуен       |
| «Серебряный воздушный змей»                | Шонгланг              | Леон Куанг Ле     |
| Третье место                               | Siêu sao siêu ngố     | Дык Тхинь         |
| Третье место                               | 11 niềm hy vọng       | Роби Чыонг        |
| Третье место                               | Nơi ta không thuộc về | Данг Тхай Хюен    |
| Третье место                               | 100 дней солнца       | Ву Нгок Фыонг     |
| Премия                                     | Победитель            | Фильм             |
| За лучшую режиссёрскую работу              | Чарли Нгуен           | Мой мистер Жена   |
| Лучшему актёру главной роли                | Льен Бинь Фат         | Шонгланг          |
| Лучшей актрисе главной роли                | Хоанг Йен Тиби        | Tháng năm rực rỡ  |
| Лучшему актёру второго плана               | Хоанг Фи              | 11 niềm hy vọng   |
| Лучшей актрисе второго плана               | Тхань Чук             | Мой мистер Жена   |
| За лучшую операторскую работу              | Боб Нгуен             | Шонгланг          |
| За лучший сценарий                         | Дык Тхинь             | Siêu sao siêu ngố |
| За лучшее художественное оформление фильма | Ле Нгок Куок Бао      | Tháng năm rực rỡ  |
| За лучшую музыку к фильму                  | Зыонг Кхак Линь       | Trạng Quỳnh       |

## Оценка
Многие зрители назвали "неубедительным" распределение наград в категории драматических фильмов.